# Chuffilly-Roche

Chuffilly-Roche este o comună în departamentul Ardennes din nordul Franței. În 1 ianuarie 2022 avea o populație de 65 de locuitori.